# Sariegos
Sariegos est une commune d'Espagne dans la province de León, communauté autonome de Castille-et-León. Elle s'étend sur 36,35 km2 et comptait environ 4 568 habitants en 2011.